# ダブルツリー・バイ・ヒルトン

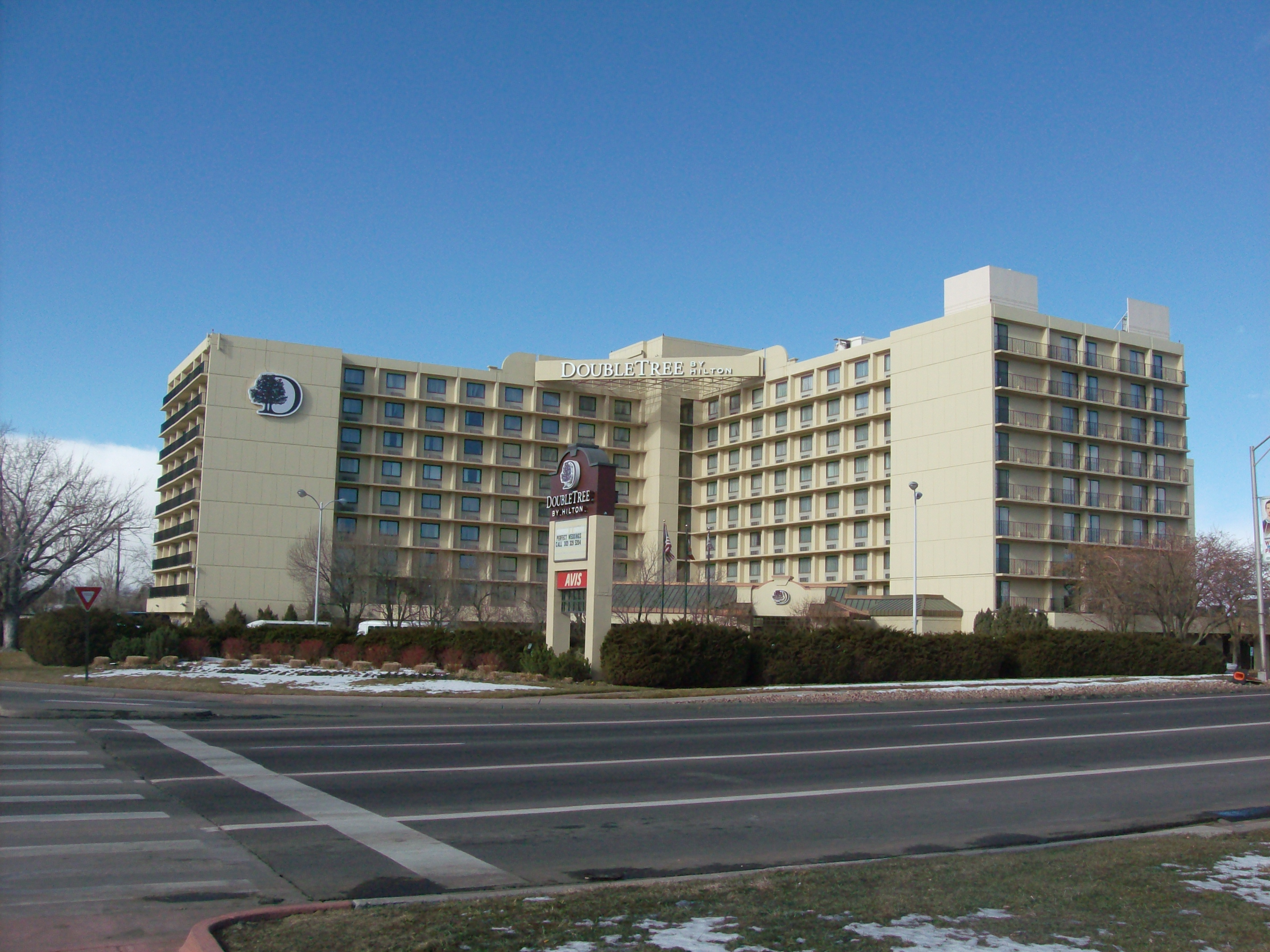
デンバーにあるダブルツリー・バイ・ヒルトン

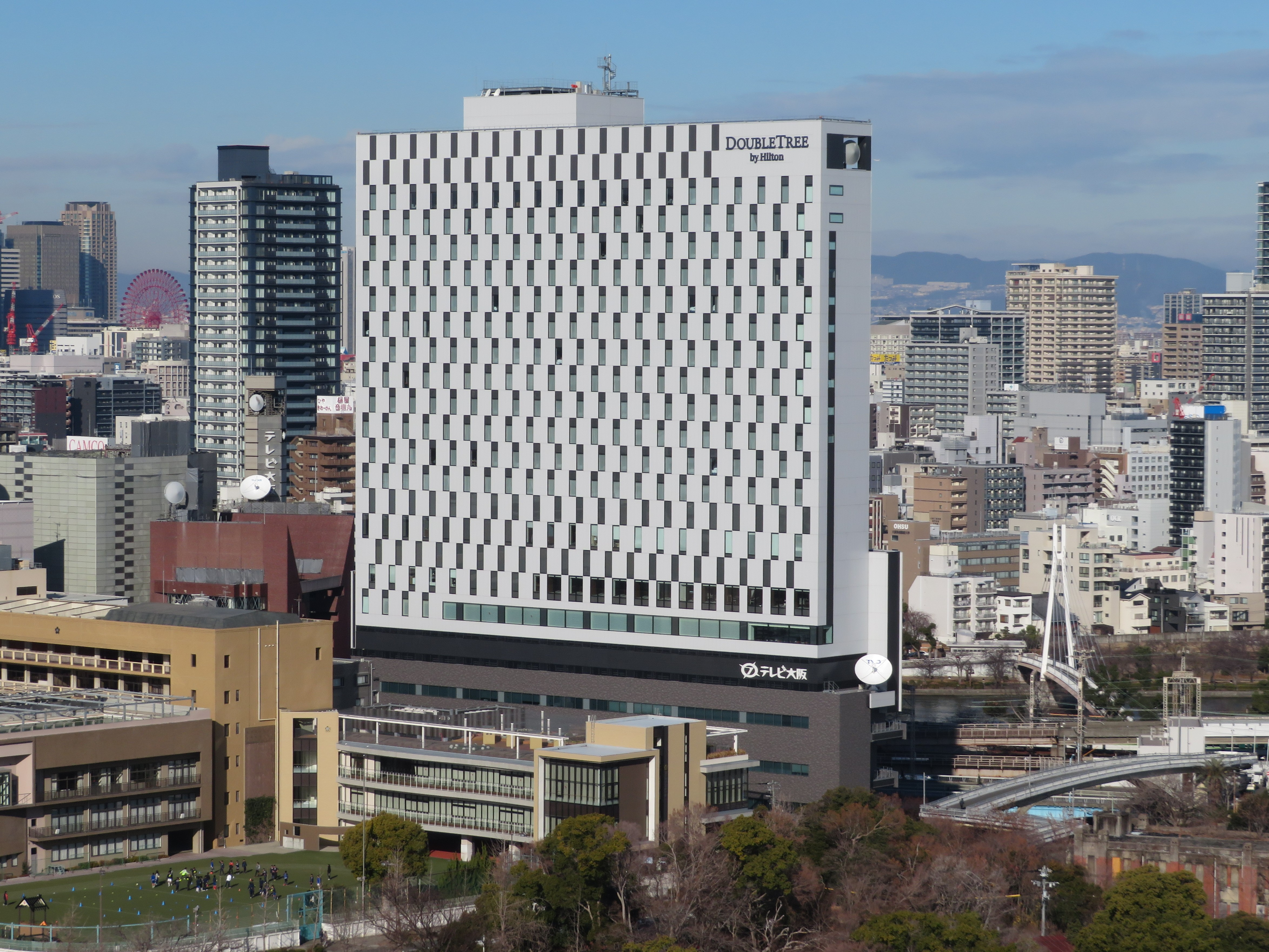
ダブルツリーbyヒルトン大阪城

ダブルツリー・バイ・ヒルトン（DoubleTree by Hilton）はアメリカのホテルのチェーンであり、ヒルトン・ワールドワイドの傘下にある。
1969年にアリゾナ州で最初のホテル「ダブルツリー・ホテル」が開業。後にヒルトンに買収され、ヒルトン・ワールドワイドに属するホテルブランドとなった。
ブランドの特徴として、チェックイン時に宿泊客にチョコチップクッキーを配布する点が挙げられる。1986年にターンダウンサービス（従業員が客室を訪れベッドを就寝用に整えるサービス）の一環として開始され、1995年から現在のチェックイン時に渡す形となった。
2007年以降、ダブルツリーはヒルトン傘下最も成長が速いブランドである。